# Pedostrangalia adaliae
Pedostrangalia adaliae là một loài bọ cánh cứng trong họ Cerambycidae.